# BASF
BASF Societas Europaea, «БАСФ» — крупнейший в Германии, в Европе и в мире химический концерн.
Штаб-квартира — в городе Людвигсхафене в земле Рейнланд-Пфальц на юго-западе Германии.
В списке крупнейших компаний мира Forbes Global 2000 за 2021 год занял 421-е место (113-е — по размеру выручки, 372-е — по активам и 187-е — по рыночной капитализации).

## История
Название компании BASF является аббревиатурой от Badische Anilin- und Soda-Fabrik (с нем. — «Баденский анилиновый и содовый завод»). Завод основан Фридрихом Энгельхорном 6 апреля 1865 года в Мангейме, в Бадене. Энгельхорн с 1861 года отвечал за организацию газового завода и уличного освещения для городского совета. Газовый завод производил смолу как побочный продукт, и Энгельхорн решил использовать её для производства красителей на основе анилина по технологии, разработанной в Англии в 1857 году Уильямом Генри Перкином. BASF был основан в 1865 году для производства анилина и других химических веществ, необходимых для производства красителей, в частности, соды и кислот. Завод, однако, был построен на другой стороне реки Рейн в Людвигсхафене-на-Рейне, потому что городской совет Мангейма боялся, что загрязнение воздуха от химического завода может беспокоить жителей города. BASF нанял Генриха Каро, немецкого химика с опытом работы в индустрии красителей в Англии, в качестве первого руководителя исследований. Каро разработал технологию синтеза ализарина (природного пигмента в марене) и подал заявку на патент 25 июня 1869 года. По совпадению, Перкин подал заявку на практически идентичный патент 26 июня 1869 года, и обе компании пришли к взаимному коммерческому соглашению о процессе. В конце XIX века компании удалось наладить промышленное производство индиго. В 1901 году около 80 % продукции BASF составляли красители.
Карбонат натрия (сода) производился по процессу Леблана до 1880 года, когда стал доступен значительно более дешёвый процесс Сольве. BASF впоследствии купил права на него у компании Solvay.
Первоначально серную кислоту получали с помощью процесса в свинцовой камере, но в 1890 году была запущена установка, использующая контактный процесс, с получением кислоты с более высокой концентрацией (98 % вместо 80 %) и более низкой стоимостью. Это развитие последовало за обширными исследованиями и разработками Рудольфа Книча, за что он в 1904 году получил медаль Либиха.
Развитие процесса Габера с 1908 по 1912 годы позволило синтезировать аммиак (основной промышленный химикат, источник азота), и, получив эксклюзивные права на этот процесс, в 1913 году BASF открыла новый завод в Оппау, добавив удобрения в ассортимент своей продукции. BASF также приобрел и начал добывать ангидрит для гипса на Kohnstein в 1917 году.
К 1904 году в химической промышленности Германии сформировалось два картеля, один включал BASF и Bayer, другой был образован на основе компании Hoechst. Оба картеля сыграли значительную роль в Первую мировую войну, производя отравляющий горчичный газ и взрывчатые вещества; после её окончания развитию отрасли в Германии уделялось особое внимание.
В 1916 году BASF начал свою деятельность на новой площадке в Лойне (нем. Ammoniakwerke Merseburg, позднее — Leunawerke), где во время Первой мировой войны производились взрывчатые вещества. 21 сентября 1921 года в Оппау произошёл взрыв, в результате которого погибли 565 человек. Взрыв на химическом заводе в Оппау стал крупнейшей промышленной аварией в истории Германии.
В 1925 году под руководством Карла Боша был создан концерн IG Farben, в который вошли BASF, Hoechst, Bayer и сотни других химических компаний Германии. Юридически IG Farben был преемником именно BASF, акции всех компаний были обменяны на акции BASF. Резина, топливо и покрытия были добавлены в ассортимент продукции. В 1935 году IG Farben и AEG представили первый в мире магнитофон на выставке радио в Берлине.
Опасаясь социалистических движений, IG Farben уже с 1931 года финансово поддерживал национал-социалистов. После назначения Адольфа Гитлера канцлером в 1933 году IG Farben сотрудничал с нацистским режимом. Он получал прибыль от гарантированных объёмов и цен, а также от рабского труда, предоставленного правительственными нацистскими концентрационными лагерями. В него были влиты предприятия оккупированных территорий, в 1942 году концерн объединял 379 немецких фирм и 400 компаний в других странах. Заводы Оппау имели стратегическое значение для войны, поскольку немецким военным требовались большие количества их продукции, например, синтетического каучука и бензина. В результате они были главными целями для воздушных налётов. В течение всей войны бомбардировщики союзников 65 раз атаковали заводы компании. Обстрелы имели место с осени 1943 года, и бомбардировки нанесли значительный ущерб. К концу 1944 года производство практически остановилось.
В июле 1945 года американская военная администрация конфисковала всё имущество IG Farben. В том же году Союзная комиссия постановила, что IG Farben должен быть распущен. Территория Людвигсхафена и Оппау контролировалась французскими властями.
28 июля 1948 года на предприятии BASF произошёл взрыв, в результате которого погибли 207 человек и 3818 получили ранения. В 1952 году BASF вернул себе собственное название благодаря усилиям бывшего члена нацистской партии и Третьего рейха Wehrwirtschaftsführer (лидер военной экономики) Карла Вюрстера. Во время немецкого экономического чуда в 1950-х годах компания BASF добавила в свой ассортимент синтетические материалы, такие как нейлон. Если в конце 1940-х годов на предприятиях BASF работало всего 800 человек, то к 1963 году число сотрудников выросло до 45 тысяч, компания стала крупнейшим в мире производителем пластмасс и синтетических волокон. В 1965 году оборот компании превысил 1 млрд марок.
В 1960-х годах производство за границей было расширено, были построены заводы в Аргентине, Австралии, Бельгии, Бразилии, Франции, Индии, Италии, Японии, Мексике, Испании, Великобритании и США. После изменения корпоративной стратегии в 1965 году больший упор был сделан на более дорогие продукты, такие как покрытия, фармацевтические препараты, пестициды и удобрения. В 1968 году BASF (совместно с Bayer AG) приобрела немецкую компанию по производству покрытий Herbol. В 1969 году была куплена компания Wintershall, занимающаяся добычей калия и природного газа. В начале 1970-х годов рост компании замедлился из-за резкого роста цены на нефть, основного сырья для продукции BASF; значительной статьёй дохода стало производство магнитной ленты.
В 1980-х годах компания сосредоточилась на расширении присутствия в США. В начале 1980-х годов BASF купила Wyandotte Chemical Company и её химический завод в Гейсмаре (штат Луизиана, США), производящий пластик, гербициды и антифриз. В 1986 году несколько купленных американских компаний были объединены в BASF Corporation, на которую приходилось 20 % продаж всей группы BASF. В 1989 году оборот BASF достиг 46,2 млрд марок, чистая прибыль — 20,2 млрд марок, число сотрудников — 137 тысяч.
После объединения Германии BASF поглотила Synthesewerk Schwarzheide, одну из крупнейших восточногерманских химических компаний, на модернизацию которой было потрачено 1,4 млрд марок. В 1990 году совместно с «Газпромом» началось строительство газопровода из России в Германию стоимостью 4,5 млрд марок, уже в первый год работы в 1995 году он обеспечивал 10 % потребления природного газа в Германии. Ещё 600 млн марок было инвестировано в Китай, в частности, в строительство крупного завода в Нанкине, начавший работу в 1992 году.
В 1999 году европейский бизнес лакокрасочных покрытий BASF был передан AkzoNobel. BASF приобрела корпорацию Engelhard за 4,8 млрд долларов в 2006 году. Другими приобретениями в 2006 году стали покупка Johnson Polymer и компании Degussa, занимающейся производством строительной химии. Приобретение Johnson Polymer было завершено 1 июля 2006 года, стоимость покупки составила 470 млн долларов, она предоставила BASF ряд смол на водной основе, дополняющих её портфель смол для лакокрасочной промышленности и укрепила присутствие компании на рынке, особенно в Северной Америке. Приобретение бизнеса по производству строительных химикатов Degussa AG было завершено в 2006 году, цена покупки акций составила около 2,2 млрд евро.
Компания приобрела Ciba (ранее входившую в Ciba-Geigy) в сентябре 2008 года. 9 апреля 2009 года приобретение было официально завершено.
19 декабря 2008 года BASF приобрела американскую компанию Whitmire Micro-Gen совместно с британской компанией Sorex. Sorex является производителем фирменных химических и нехимических продуктов для профессиональной борьбы с вредителями. В марте 2007 года Sorex был выставлен на продажу по цене около 100 миллионов фунтов стерлингов.
В декабре 2010 года BASF завершила сделку по приобретению Cognis.
В мае 2015 года BASF согласилась продать часть своего бизнеса по производству фармацевтических ингредиентов швейцарскому производителю лекарств Siegfried Holding за 270 млн евро, включая долг.
В октябре 2017 года BASF объявила, что купит подразделение семян и гербицидов у Bayer за 5,9 млрд евро (7 млрд долларов). В 2018 году BASF приобрёл у компании Bayer компанию Nunhems, занимающуюся производством семян овощных культур. Компания Nunhems имеет более чем столетнюю историю и представлена в большинстве стран мира. Nunhems занимается селекцией, производством и сбытом семян.
В августе 2019 года BASF согласилась продать свой глобальный пигментный бизнес японской компании по производству тонкой химической продукции DIC за 1,15 млрд евро (1,28 млрд долларов США) на безналичной основе и без долгов.
В сентябре 2019 года BASF подписала соглашение с DuPont Safety & Construction, дочерним бизнес-подразделением DuPont Co., о продаже своего бизнеса по ультрафильтрационной мембране, Inge GmbH. По словам руководителей BASF, Inge Gmbh и её продукты лучше соответствуют DuPont и их бизнес-стратегии.
Компания объявила о начале инвестиционного проекта на сумму 10 млрд долларов в Чжаньцзяне, Китай, в ноябре 2019 года. Этот участок «Вербунд» предназначен для производства инженерных пластиков и ТПУ. Начало функционирования ожидается к 2022 году.
30 сентября 2020 года BASF закрыла сделку по продаже своего бизнеса по производству строительной химии с Lone Star Funds. В настоящее время бизнес по производству строительной химии представляет собой группу компаний MBCC Group со штаб-квартирой в Мангейме, Германия. На территории России MBCC Group представляет ООО «МБС Строительные Системы», бывшая ООО «БАСФ Строительные Системы».

## Собственники и руководство
72 % акций BASF принадлежит институциональным инвесторам (среди которых AXA SA — более чем 5 %, Allianz AG — 2,6 % и General Capital Group — 2,1 %).
- Курт Бок (Kurt Wilhelm Bock, род. 3 июля 1958 года) — председатель наблюдательного совета с 2018 года, с 2011 по 2018 год был председатель правления, в компании — с 1985 года.
- Мартин Брудермюллер (Martin Brudermüller, род. в 1961 году) — председатель правления с 2018 года, с 2011 года — вице-председатель, в компании — с 1988 года.

## Деятельность
Штаб-квартира находится в Людвигсхафене, региональные центры — в Флорэм-Парке (Нью-Джерси, США), Сан-Паулу (Бразилия) и Гонконге.
Концерн применяет крупные промышленные комплексы с замкнутым циклом производства. Крупнейшая такая интегрированная производственная площадка расположена в Людвигсхафене, где работают 33 тыс. человек другие расположены в городах Фрипорте (Техас, США), Гейсмаре (Луизиана, США), Антверпене (Бельгия), Нанкине и Чжаньцзяне (КНР), Куантане (Малайзия).
Основные подразделения по состоянию на 2021 год:
- Поверхностные технологии — катализаторы, защитные покрытия для автопромышленности, ингредиенты для производства батареек и аккумуляторов, выручка 22,7 млрд евро;
- Материалы — пластмассы и другие материалы, выручка 15,2 млрд евро;
- Химикаты — нефтехимия и промежуточные соединения, выручка 13,6 млрд евро;
- Решения для промышленности — горюче-смазочные материалы, ингредиенты для красок, лаков, клеев и для производства электроники, выручка 8,9 млрд евро;
- Решения для агробизнеса — генетически модифицированные семена и пестициды, выручка 8,2 млрд евро;
- Питание и уход — ингредиенты для пищевой и косметической промышленности, выручка 6,4 млрд евро.

Географическое распределение выручки за 2021 год:
- Европа — 31,6 млрд евро;
- Северная Америка — 21,9 млрд евро;
- Азиатско-Тихоокеанский регион — 20,6 млрд евро;
- Латинская Америка и Африка — 4,4 млрд евро.

Несмотря на продолжающийся энергокризис, BASF в начале 2020-х продолжает расширять производство, но делает это вне Европы, которая становится непривлекательной для энергоемкой промышленности: на первый план выходят Китай и США
Дочерняя компания Wintershall Dea осуществляет добычу природного газа и нефти в Норвегии, России и Египте, также имел доли в проектах в Аргентине и Бразилии. В 2021 году уровень добычи составлял 634 тыс. баррелей в нефтяном эквиваленте в сутки.
По итогам 2022 года компания BASF задекларировала рекордные убытки.
|                     | 2012  | 2013  | 2014  | 2015  | 2016  | 2017  | 2018  | 2019  | 2020   | 2021  |
| ------------------- | ----- | ----- | ----- | ----- | ----- | ----- | ----- | ----- | ------ | ----- |
| Оборот              | 72,13 | 73,97 | 74,33 | 70,45 | 57,55 | 61,22 | 60,22 | 59,32 | 59,15  | 78,60 |
| Чистая прибыль      | 4,819 | 4,792 | 5,155 | 3,987 | 4,056 | 6,078 | 4,707 | 8,421 | −1,060 | 5,523 |
| Активы              | 62,73 | 64,20 | 71,36 | 70,84 | 76,50 | 78,77 | 86,56 | 86,95 | 80,29  | 87,38 |
| Собственный капитал | 25,62 | 27,67 | 28,20 | 31,55 | 32,57 | 34,76 | 36,11 | 42,35 | 34,40  | 42,08 |

### Продукция
BASF удалось разработать полукристаллический полиамид, который позволяет свету проходить через него практически без помех. Ultramid Vision сочетает в себе очень высокое светопропускание с низким рассеянием света. Это делает его первым в мире полукристаллическим полиамидом для полупрозрачных или прозрачных компонентов в химически сложных средах. Кроме того, уникальный полиамид устойчив к ультрафиолетовому излучению и температуре, устойчив к царапинам, а также подходит для применения в условиях огнестойкости Ultramid Vision может использоваться в различных областях применения: он особенно рекомендуется для деталей для визуальной проверки или освещения. Ultramid Vision представляет собой универсальную альтернативу обычно используемым материалам, таким как аморфные алифатические полиамиды, поликарбонатные или стирол-акрилонитрильные сополимеры.

### Дочерние компании
- Wintershall Holding GmbH
- PCI (Poly-Chemie-Ingenieurgesellschaft)
- BASF Wall Systems GmbH & Co. KG
- BASF Coatings GmbH (в том числе: компания R-M Paint, основана Гербертом Мэйсоном и Фредом Риншед в 1919 году, вошла в состав BASF в ??19 году; компания Glasurit, основана Максом Винкельманн в 1888 году, вошла в состав BASF в 1965 году; компания LIMCO и другие)
- BASF Performance Flooring
- BASF Business Services Holding GmbH
- RELIUS-Gruppe
- Cognis GmbH — после слияния BASF Personal Care и Nutrition GmbH

### BASF в России
Интересы BASF SE в России представляют компании ООО «БАСФ», ООО «БАСФ Строительные Системы», ООО «БАСФ Восток», ООО «БАСФ ЮГ», «Винтерсхалл Руссланд», а также несколько совместных предприятий (в частности, ООО «Эластокам» совместное предприятие Elastogran GmbH и ОАО Нижнекамскнефтехим).
Компания совместно с «Газпромом» участвует в разработке ачимовской толщи Уренгойского газоконденсатного месторождения, а также в строительстве газопроводов «Северный поток» и «Южный поток».
Также, немецкая компания владеет долей (25 % минус 1 голос) в компании «Севернефтегазпром», владеющей лицензией на разработку Южно-Русского нефтегазового месторождения, расположенного в Ямало-Ненецком автономном округе России. За эту долю, а также одну привилегированную акцию компании, обеспечивающую 10 % в будущих затратах и прибыли проекта, BASF заплатила 1,43 млрд евро активами и деньгами.
20 декабря 2023 года Владимир Путин подписал указ, согласно которому доля Wintershall Dea, являющегося совместным предприятием BASF и LetterOne, в Южно-Русском месторождении и в Ачимовских проектах будет передана российским компаниям. Акционеры получат акции, пропорциональные долям в совместном предприятии, а доходы от реализации будут размещены на специальных счетах, принадлежащих бывшим иностранным владельцам.